# Diego Matheuz
Diego Matheuz (Barquisimeto, 9 agosto 1984) è un direttore d'orchestra e violinista venezuelano.

## Biografia
Diego Matheuz rappresenta uno degli esiti più felici del noto sistema venezuelano. Ha intrapreso gli studi musicali nella sua città natale, Barquisimeto, diventando uno dei primi violini dell'Orchestra Giovanile Simón Bolívar, con la quale è stato in tournée in Europa e negli Stati Uniti. Ha inoltre suonato come solista con l'Orchestra Miranda State, con l'Orchestra Sinfonica Lara, con i Jovenes Arcos de Venezuela e con l'Orchestra da Camera UCLA. Continua i suoi studi di violino presso l'Accademia violinistica Latino-Americana, sotto la direzione di José Francisco del Castillo.
Nel 2005 ha iniziato gli studi di direzione d'orchestra sotto la supervisione di José Antonio Abreu. Sir Simon Rattle, nel luglio 2007 lo ha invitato a dirigere le prove dell'Orchestra Giovanile del Venezuela Simón Bolívar. Dal 2006 è stato in più occasioni al fianco di Claudio Abbado, sia in Italia che in Venezuela. Del suo pupillo venezuelano ha affermato:
(La Stampa, 20 gennaio 2014)
Il suo debutto come direttore d'orchestra avviene alla guida dell'Orchestra Giovanile Simón Bolívar il 14 marzo 2008, durante il Casals Festival di Porto Rico, al Centro de Bellas Artes Luis A. Ferré.
Nel settembre 2008 ha debuttato in Italia con l'Orchestra Mozart di Claudio Abbado, dirigendola anche nei concerti inaugurali delle stagioni 2009 e 2010. 
Figura come direttore ospite nelle stagioni dell'Accademia Nazionale di Santa Cecilia, del Teatro Lirico di Cagliari, dell'Orchestra Sinfonica Nazionale della RAI di Torino, dell'Accademia Gustav Mahler a Bolzano, del Festspielhaus St. Pölten con la Tonkünstler-Orchester in Austria e della Konzerthaus Berlin con la Filarmonica della Scala.
Matheuz è stato assistente di Gustavo Dudamel sia con l'Orchestra Giovanile Simón Bolívar sia con l'Orchestra Sinfonica di Göteborg in Svezia.
Dal 2011 al 2014 è stato direttore musicale del Gran Teatro La Fenice di Venezia. Nel 2012 e nel 2014 ha diretto l'Orchestra della Fenice nel tradizionale Concerto di Capodanno di Venezia (in diretta RAI).